# 村角太洋
村角 太洋（むらすみ たいよう、1984年7月21日 - ）は、日本の演出家、脚本家、俳優。鹿児島県出身。THE ROB CARLTON 主宰。俳優での活動時は、ボブ・マーサム 名義を使用している。

## 来歴
2004年に、京都府立洛西高等学校 ラグビー部出身者を集めて「洛西オールドボーイズ」を結成する。当時は、ラグビーだけでなく芝居公演も行っていたがメンバーの就職活動などが原因で解散する。
2010年に再度集結して、新たなメンバーも加え劇団「THE ROB CARLTON」を結成、全作品の作・演出・出演を行っている。その他にも、他劇団の作・演出・出演やテレビ出演なども行っている。
実弟は、同じ劇団に所属している俳優の村角ダイチ。

## 参加作品

### 舞台
THE ROB CARLTON 公演（作・演出・出演）
- 作品一覧はこちらを参照

その他
- マゴノテ「課金型エベント〜続きが見たい方は有料になります〜」（2016年、元・立誠小学校）脚本・出演
- 劇団925「宇宙の人々」（2016年、in→dependent theatre 1st）脚本
- 黒田たもつ Presents
  - 「つな」（2017年、ABCホール）演出・出演
  - 「既読アリ」（2017年、in→dependent theatre 2nd）演出・出演
  - 「ボランチェア」（2018年、HEP HALL）演出 [6]
- Small town, Big city（2018年、ABCホール）演出 [7]
- INDEPENDENT:18「三代目姐御」（2018年、in→dependent theatre 2nd）脚本 [8]
- T-works「THE Negotiation」（2019年、HEP HALL 他）脚本・演出・出演 [9]
- スラステ「La Fierté」（2019年、common cafe）脚本・演出・出演 [10]
- プロジェクトKUTO-10「なにわ ひさ石 本店」（2020年、ウイングフィールド 他）脚本・演出・出演 [11]

- 関西ジャニーズJr.「Space Journey!~僕たちの軌跡~」（2022年、大阪松竹座）作・演出

### 映画
- パロウッド（2012年）吹替脚本 [12]

## 出演作品

### 舞台
- 月面クロワッサン「最後のパズル」（2012年、元・立誠小学校）
- 男肉 du Soleil
  - 「愛・自分博覧会」（2016年、元・立誠小学校）[14]
  - 「お祭りフェスティバルまつり」（2017年、下北沢駅前劇場 他）
- KING&HEAVY「バグリン・ファイブ」（2017年、HEP HALL）[15]
- 大田王2018「DON'T CROSS 3 BEAMS」（2018年、ABCホール）
- 橋田ゆういちろうのカンパニー「ちー茶ん」（2018年、common cafe）
- カワマツの劇#1「今は昔、栄養映画館」（2025年〈予定〉、in→dependent theatre 2nd）[16]

### テレビ
- ヨーロッパ企画の暗い旅（2011年 - 、KBS京都）[17]
- ノスタルジア（2013年、KBS京都）捜査本部の刑事 役
- 天才脚本家 梶原金八（2014年、時代劇専門チャンネル）記者 役
- ショート・ショウ（2014年、KBS京都）山添正道 役
- 連続テレビ小説　マッサン（2014年、NHK）鴨居商店の新規採用面接に来た人 役
- 大阪環状線 ひと駅ごとの愛物語（2016年、関西テレビ）
- 連続テレビ小説　わろてんか（2018年、NHK）記者 役
- 大阪ほんわかテレビ（2018年、読売テレビ）番組内ショートドラマ
- 連続テレビ小説　まんぷく（2019年、NHK）半田浩一 役
- 木曜ミステリー「刑事ゼロ」（2019年、テレビ朝日）サッカーユニフォーム店店長 役
- 連続テレビ小説　おちょやん（2020年、NHK）鶴亀座支配人 役
- TAROMAN 岡本太郎式特撮活劇（2022年、NHK）高津博士 役

### Web
- およげないん 京都激闘篇 第2話（2025年2月2日、東映特撮ファンクラブ）

### CM
- ひらかたパーク「ポケモンフライヤー〜天空のひらパー島〜『吹き替え」篇」（2017年）
- アークレイ（2018年）ラジオCM